# Marina Rosenberg
Marina Rosenberg (nascida em 1976) é uma diplomata israelita que atualmente é a embaixadora de Israel no Chile.

## Infância e juventude
Marina Rosenberg nasceu em 1976, em Buenos Aires, Argentina, e posteriormente imigrou para Israel aos seis anos. Rosenberg formou-se na Universidade Hebraica de Jerusalém com bacharelato em ciências políticas e estudos latino-americanos e formou-se na Universidade de Tel Aviv com mestrado em diplomacia e estudos de segurança. Ela casou-se e teve dois filhos com o marido.

## Carreira
Rosenberg ingressou no Ministério de Relações Externas de Israel em 2006 e formou-se no curso de cadetes do ministério em outubro de 2006. De 2009 a 2012, ela actuou como vice-directora interina no Departamento de Agências Especializadas da ONU e Organizações Internacionais. De agosto de 2014 a 2017, Rosenberg actuou como Conselheira de Relações Externas na embaixada israelita em Berlim. Ela também serviu como Conselheira Regional Especial do Director-Geral e foi responsável por assuntos políticos na região do Golfo no Departamento do Director-Geral em Jerusalém.
Em julho de 2019, Rosenberg foi nomeada embaixadora de Israel no Chile.
 